# Blind Camera
Blind Camera è il terzo album del gruppo musicale tedesco Zeraphine, pubblicato nel 2005.

## Tracce
1. I Never Want to Be Like You
2. Die Macht in Dir
3. Blind Camera
4. I Feed Your Trace
5. Die Welt Kann Warten
6. Kaltes Herz
7. Hollow Skies
8. I'm Numb
9. Jede Wahrheit
10. Blind Camera II
11. Falscher Glanz
12. River of You
13. When Walls Arise
14. Blind Camera III
15. Until I Finally Drown

## Formazione
- Sven Friedrich - voce
- Norman Selbig - chitarra
- Manuel Senger - chitarra
- Michael Nepp - basso
- Marcellus Puhlemann - batteria